# U-73 (1940)
U-73 – niemiecki okręt podwodny (U-Boot) typu VII B z okresu II wojny światowej. Okręt wszedł do służby w 1940.
11 sierpnia 1942 roku zatopił na Morzu Śródziemnym lotniskowiec HMS „Eagle”. 
Zatopiony 16 grudnia 1943 na Morzu Śródziemnym koło Oranu, w rejonie pozycji 36°07′N 0°50′W/36,116667 -0,833333 przez niszczyciele USS „Woolsey” i USS „Trippe” (16 zabitych, 34 uratowano).